# Воробьёв, Александр Сергеевич
Алекса́ндр Серге́евич Воробьёв (укр. Олександр Сергійович Воробйов; род. 5 октября 1984, Днепродзержинск, УССР) — украинский гимнаст. Заслуженный мастер спорта Украины.
Проживает в Луганске, окончил Луганский государственный педагогический университет.

## Спортивные достижения
- 2006 — Кубок мира — 2-е место (кольца).
- 2007 — Чемпионат Европы — 1-е место (кольца).
- 2007 — Чемпионат Украины — 1-е место (кольца).
- 2008 — Кубок Украины — 1-е место (кольца).
- 2008 — Олимпийские игры в Пекине, — 3-е место (кольца). Получил от судей 16.325 балла и проиграл представителям Китая — Чэнь Ибину и Ян Вею[2].

## Награды
- Орден «За мужество» III степени (2008) — За достижение высоких спортивных результатов на XXIX летних Олимпийских играх в Пекине (Китайская Народная Республика), проявленные мужество, самоотверженность и волю к победе, подъём международного авторитета Украины[3]
- Медаль «За труд и победу» (2007) — за весомый личный вклад в развитие и популяризацию физической культуры и спорта на Украине, достижение высоких спортивных результатов на XXIV Всемирной летней Универсиаде 2007 года в Бангкоке (Таиланд), укрепления международного авторитета Украинского государства.[4]